# Trigger the Bloodshed
A Trigger the Bloodshed angol death metal/deathcore együttes.

## Története
2006-ban alapította Bath-ben Rob Purnell és Martyn Evans gitárosok. Tagjai Bath-ből és Bristolból származnak. 2007-ben új tagok csatlakoztak a zenekarhoz, név szerint Charlie Holmes énekes, Jamie O'Rourke basszusgitáros és Max Blunos dobos. Ekkor feliratkoztak a "Rising Records" kiadóhoz. Első nagylemezük 2008-ban jelent meg, és a zenei magazinok (Terrorizer, Kerrang! és Metal Hammer) pozitívan fogadták az albumot. Ezután Holmes és O'Rourke kiléptek az együttesből, helyükre Jonny Burgan énekes és Rob Purnell testvére, Dave Purnell került. Holmes új, melodikus hardcore együttest alapított, "Heart in Hand" néven. 2008 júliusában szerződtek le a Metal Blade Records-hoz, turnéztak a Suffocationnel, a Meshuggah-val és a Cryptopsyval, játszottak a Download Fesztiválon és elkezdtek dolgozni a második lemezükön, amely 2009-ben került piacra. 2009-ben az Aborted dobosa, Dan Wilding csatlakozott az együtteshez. Harmadik albumuk 2010-ben jelent meg, melynek reklámozása érdekében ugyanebben az évben turnézni indultak, "European Degenerate Tour" névvel, majd a 2010-es Download fesztiválon is játszottak. 2010 novemberében a Job for a Cowboy-jal, a Whitechapellel, és az Annotations of an Autopsyval koncerteztek Európában. 2011-ben egy EP-t is piacra dobtak. Zenéjükre a technikás death metal és a deathcore stílusa egyaránt jellemző.

## Tagjai
- Jonny Burgan - ének (2008-)
- Rob Purnell - gitár, vokál (2006-)
- Dave Purnell - basszusgitár (2008-)
- Dan Wilding - dob (2009-)

Korábbi tagok
- Martyn Evans - ritmusgitár (2006-2011)
- Charlie Holmes - ének (2007-2008)
- Jamie O'Rourke - basszusgitár (2007-2008)
- Max Blunos - dob (2007-2009)

## Diszkográfia
- Purgation (2008)
- The Great Depression (2009)
- Degenerate (2010)
- Kingdom Come (EP, 2011)